# کندو

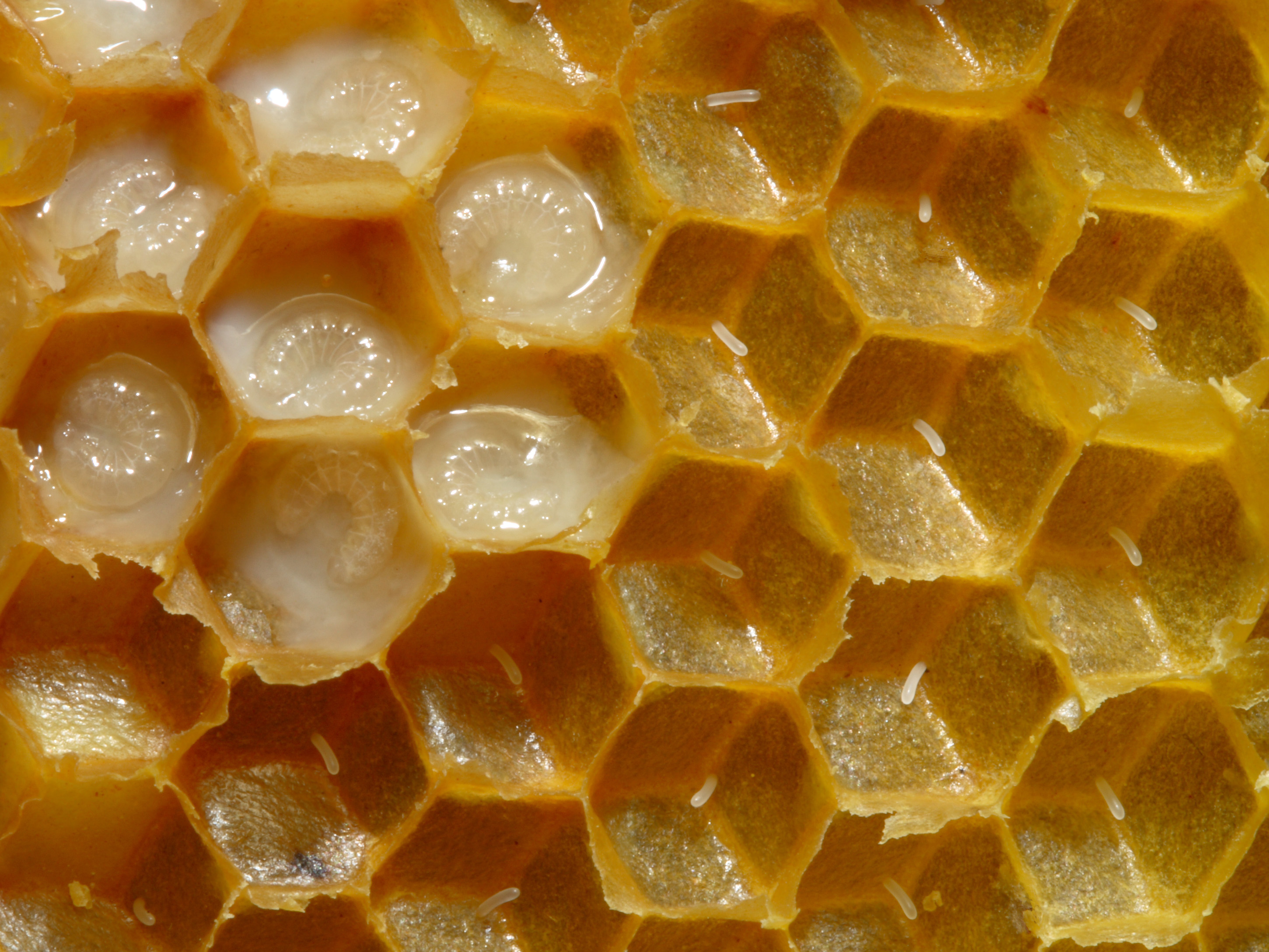
«اندرونی یک کندوی زنبور عسل شامل لاروها (خانه‌های بالا سمت چپ) و تخم‌ها (مابقی خانه‌ها)»
لاروها که نر می‌باشند، ۳ تا ۴ روزه هستند.
این عکس در حالتی گرفته شده‌است که دیواره خانه‌های شش ضلعی برچیده شده‌است.

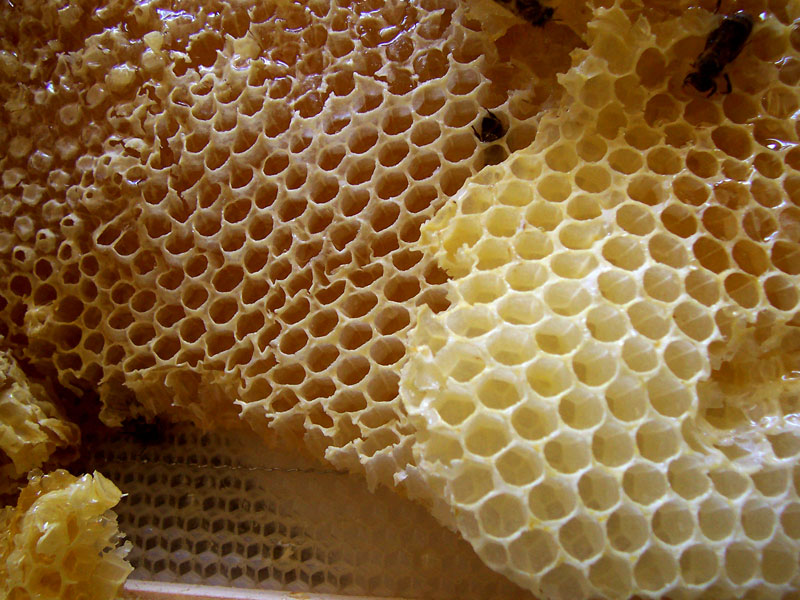
کندو

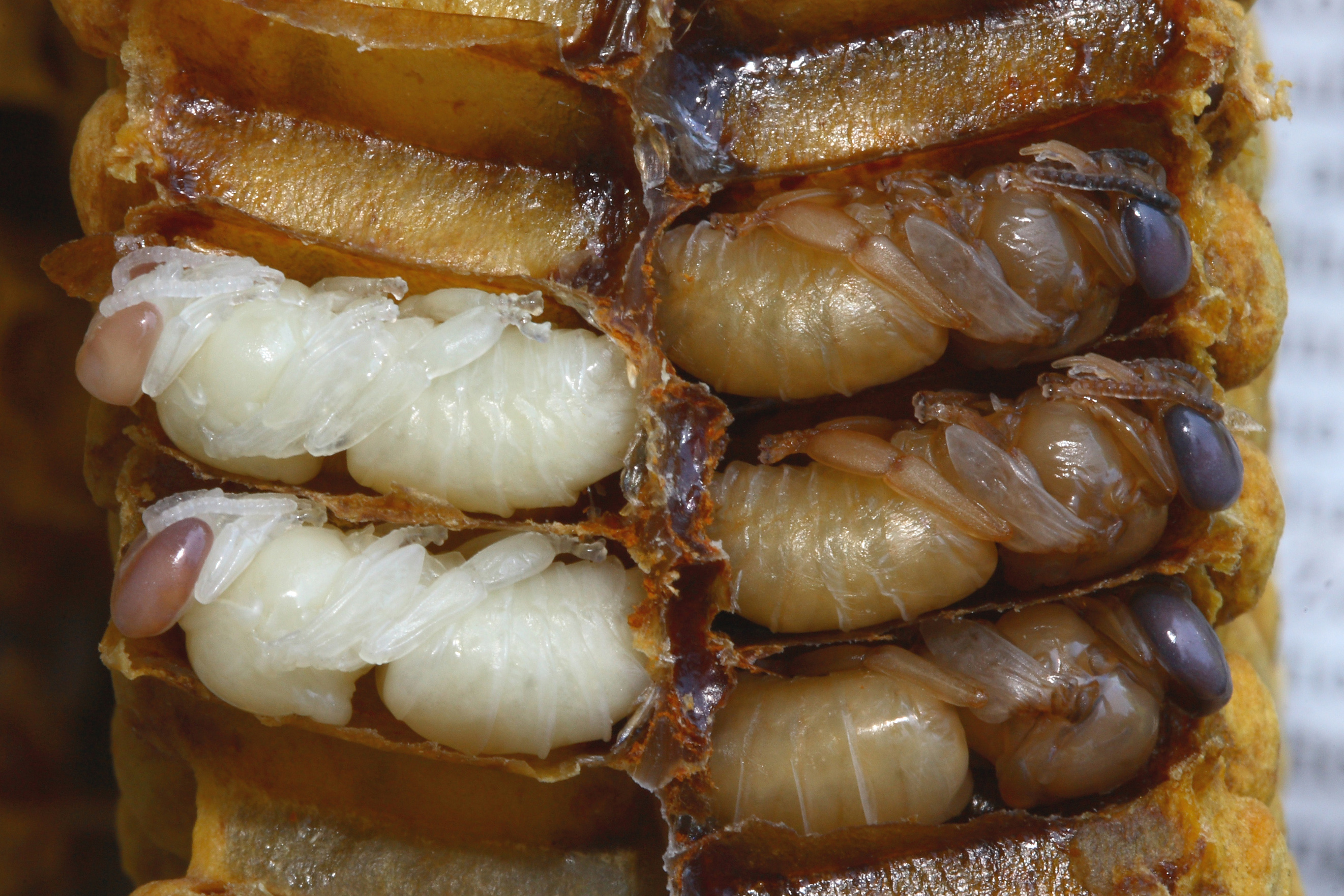
شفیره زنبورهای نر (زنبورهای عسل) در کندو شفیره‌های سمت راست چند روز بزرگتر هستند.

کندو ( Beehive)مجموعه‌ای از حفره‌های شش ضلعی از جنس موم است که به وسیله زنبور عسل ساخته می‌شود و محل نگاه داری لاروها و ذخیره‌سازی عسل و گرده است.کندو عسل به محل زندگی و کار زنبورهای عسل نیز گفته می‌شود که در آن زنبورها زندگی می‌کنند، تخم‌گذاری می‌کنند، عسل تولید و ذخیره می‌کنند و سایر فرآورده‌های خود را می‌سازند.علاوه بر این، کندو محل زندگی کلنی زنبورها است که شامل یک ملکه، تعدادی زنبور نر و تعداد زیادی زنبور کارگر است.کندو عسل یک ساختمان یا محفظه است که برای نگهداری زنبورهای عسل و تولید عسل و سایر فرآورده‌های زنبور عسل استفاده می‌شود. زنبورها با استفاده از موادی که جمع‌آوری می‌کنند و موادی که ترشح می‌کنند، کندو را می‌سازند. انواع مختلفی از کندو های عسل وجود دارد، از جمله کندوهای چوبی، کندوهای مدرن و کندوهای حلبی. 